# Jan Piotr Stępień
Jan Piotr Stępień (ur. 23 czerwca 1910 w Osieku, zm. 9 stycznia 1995 w Laskach) – polski ksiądz katolicki, biblista, rektor Akademii Teologii Katolickiej w Warszawie.

## Życiorys

### Młodość
Urodził się rodzinie inteligenckiej, w 1933 przyjął święcenia kapłańskie w Sandomierzu. W latach 1932–1936 był studentem Wydziału Teologii Katolickiej Uniwersytetu Warszawskiego, gdzie obronił w 1936 pracę doktorską. W latach 1936–1939 kontynuował studia w Papieskim Instytucie Biblijnym w Rzymie. Od 1939 do 1942 był wykładowcą w Wyższym Seminarium Duchownym w Sandomierzu.

### Konspiracja i więzienie
W 1942 z obawy przed aresztowaniem wyjechał do Warszawy, gdzie został kapelanem sióstr karmelitanek bosych oraz kapelanem wojskowym Narodowej Organizacji Wojskowej. Po scaleniu NOW z Armią Krajową był także kapelanem AK. W grudniu 1942 został członkiem władz Stronnictwa Narodowego, w którym kierował Centralnym Wydziałem Propagandy. Założył Organizację Kleru Polskiego, która miała grupować kapelanów wojskowych. W czasie powstania warszawskiego stał na czele Biura Informacji i Propagandy AK na Mokotowie, w stopniu podpułkownika. Po upadku powstania przebywał kolejno w Częstochowie i Krakowie. We wrześniu 1945 wycofał się z pracy w prezydium SN. Zagrożony aresztowaniem przez władze komunistyczne pracował pod zmienionym nazwiskiem jako proboszcz - najpierw w Krośnie Odrzańskim jako Stanisław Jankowski, a od lutego 1947 jako Stanisław Janczar w Jezioranach k. Olsztyna. Został aresztowany w dniu 5 lipca 1947, a w dniu 29 listopada 1947 skazany na karę śmierci za udział w organizacji mającej na celu obalenie przemocą ustroju RP oraz działalność wywiadowczą na rzecz obcego mocarstwa. Został ułaskawiony przez prezydenta Bolesława Bieruta, który 19 stycznia 1948 zamienił mu karę śmierci na karę 15 lat pozbawienia wolności. Od sierpnia 1948 przebywał w Zakładzie Karnym we Wronkach. W marcu 1955 udzielono mu przerwy w karze, której odbywania już nie wznowił.

### Działalność naukowa
W 1957 został wykładowcą wyższych seminariów duchownych w Sandomierzu i w Drohiczynie. Od 1960 do 1984 był pracownikiem Akademii Teologii Katolickiej, gdzie kolejno habilitował się w 1960 na podstawie pracy „Autentyczność Listów do Tesaloniczan”, uzyskał tytuł profesora nadzwyczajnego w 1967, tytuł profesora zwyczajnego w 1974. W latach 1972–1981 był przez trzy kadencje rektorem ATK. Napisał m.in., „Eklezjologia św. Pawła” (1972). „Teologia świętego Pawła: człowiek i Kościół w zbawczym planie Boga” (1979), ponad 100 haseł do „Podręcznej Encyklopedii Biblijnej”. Opracował Listy do Tesaloniczan i Pasterskie w edycji tzw. komentarzy "KUL" pod. red. ks. Eugeniusza Dąbrowskiego. W 1996 wydano jego wspomnienia poświęcone przeżyciom więziennym „Droga Krzyżowa w słońcu”. W lutym 1989 wszedł w skład działającej przy Radzie Ochrony Pamięci Walk i Męczeństwa Komisji do spraw Upamiętnienia Ofiar Represji Okresu Stalinowskiego. Autor ponad 100 rozpraw, artykułów naukowych, recenzji i prac popularnonaukowych. 
Zmarł w Laskach i został pochowany na tamtejszym cmentarzu leśnym.

### Współpraca z SB
W 1947 roku złożono mu propozycję współpracy z SB, którą odrzucił. Zobowiązanie do współpracy podpisał 20 lipca 1953 roku, jako TW o ps. "Stolarski". W tym charakterze był rejestrowany jako tajny współpracownik do przejścia na emeryturę w 1987 roku.

## Odznaczenia
- Krzyż Kawalerski Orderu Odrodzenia Polski (1969)[3]